# Jason Shackell
Jason Philip Shackell (* 27. September 1983 in Stevenage) ist ein ehemaliger englischer Fußballspieler. Er war vielseitig auf den verschiedensten Abwehrpositionen einsetzbar und stand zuletzt bei Lincoln City unter Vertrag.

## Sportlicher Werdegang

### Norwich City
Shackell durchlief die Jugendakademie von Norwich City und kam nach der Unterzeichnung eines Fünfjahresvertrag im Januar 2003 am 5. April 2003 in der zweiten Liga gegen Derby County zu seinem ersten Pflichtspieleinsatz. Er vertrat auf der linken Außenverteidigerposition den kurzfristig viruserkrankten Adam Drury, obwohl die von ihm favorisierte Position künftig mehr in der Innenverteidigung zu finden war. In der Aufstiegssaison 2003/04 war Shackell in sechs Ligaspielen vertreten, blieb dann aber in der folgenden Premier-League-Spielzeit 2004/05 lange unberücksichtigt. Erst am 28. Februar 2005 debütierte er gegen Manchester City in der höchsten englischen Spielklasse. Es endete zwar mit einer 2:3-Heimniederlage, aber Shackell war plötzlich in den verbleibenden Partien Stammspieler in der Innenverteidigung. Am Ende musste er jedoch mit den „Canaries“ den Abstieg in die Zweitklassigkeit hinnehmen.
Weitere Entwicklungsschritte blieben in der Football League Championship 2005/06 zunächst aus; eine regelrechte Verletzungsserie sorgte ab September 2005 dafür, dass Shackell vier Monate ausfiel. Er unterzog sich im Sommer 2006 einer Knöcheloperation, kehrte zur Spielzeit 2006/07 ins Team dauerhaft zurück und erzielte am 17. Oktober 2006 beim 1:0-Auswärtssieg gegen Birmingham City sein erstes Tor. Eine Rückkehr in die Premier League war jedoch – wie bereits im Vorjahr – außerhalb der Reichweite. Unter Trainer Peter Grant wurde Shackell zu Beginn der Saison 2007/08 zum Mannschaftskapitän befördert und unterzeichnete im Oktober 2007 einen neuen Dreijahresvertrag. Ein verpatzter Start in die Spielzeit – inklusive einer roten Karte für Shackell in der Partie gegen die Wolverhampton Wanderers (0:2) – sorgte jedoch schnell für veränderte Rahmenbedingungen. Grant erhielt die Entlassungspapiere und wurde durch Glenn Roeder ersetzt, der Shackell wiederum im Dezember 2007 die Kapitänsrolle entzog. Roeder verpflichtete nach dem knapp erreichten Klassenerhalt eine Reihe von neuen Defensivspielern und so verlor der Ex-Mannschaftsführer und -Schlüsselspieler zu Beginn der Saison 2008/09 sogar seinen Stammplatz bei Norwich City.

### Wolverhampton Wanderers
Am 1. September 2008 wechselte Shackell für eine Ablösesumme von circa einer Million Pfund zum Zweitligakonkurrenten Wolverhampton Wanderers und unterzeichnete dort einen Vierjahresvertrag. Bei den „Wolves“ setzte er sich jedoch nicht durch, stand bei zwölf Ligaeinsätzen nur drei Mal in der Startformation. Bereits am 10. Februar 2009 kehrte er nach Norwich zurück, um dort die Saison auf Leihbasis zu Ende zu spielen. Dabei gelang ihm das „Kunststück“, sowohl in Norwich für den Abstieg in die Drittklassigkeit mitverantwortlich gewesen zu sein als auch genügend Spiele für die Wolves absolviert zu haben, um die Ehrenmedaille für den Aufstieg in die Premier League zu erhalten. In Wolverhampton blieb er jedoch weiterhin unberücksichtigt und bekam im August 2009 die Möglichkeit, sich bis zum Ende der Saison 2009/10 die Spielpraxis bei seinem neuen Leihverein Doncaster Rovers zu erhalten.

### FC Barnsley
Im Mai 2010 verließ Shackell die Wolves endgültig und unterzeichnete beim FC Barnsley einen neuen Kontrakt. In Barnsley avancierte er zum Leistungsträger und wurde von Trainer Mark Robins als Mannschaftskapitän eingesetzt.

### Derby County und FC Burnley
Am 21. Juni 2011 unterschrieb Jason Shackell einen Dreijahresvertrag beim Ligarivalen Derby County.
Zur Saison 2012/13 schloss sich Shackell dem FC Burnley an. Sein Debüt gab er beim 2:0-Sieg seines Clubs gegen die Bolton Wanderers am 18. August 2012.
Nach drei Spielzeiten in Burnley, kehrte er am 23. Juli 2015 zu Derby County zurück.